# اجناسيو هوانغ
اجناسيو هوانغ (بالإسبانية: Ignacio Huang)‏ هو ممثل أرجنتيني، ولد في 1980 بتايبيه في تايوان.

## وصلات خارجية
- اجناسيو هوانغ على موقع IMDb (الإنجليزية)
- اجناسيو هوانغ على موقع ألو سيني (الفرنسية)
- اجناسيو هوانغ على موقع قاعدة بيانات الفيلم (الإنجليزية)
- اجناسيو هوانغ على موقع كينوبويسك (الروسية)